# 峨眉角蟾
峨眉角蟾（学名：Boulenophrys omeimontis）为角蟾科布角蟾属的两栖动物，是中国的特有物种。分布于四川、贵州等地，一般栖息于山溪内及潮湿的小溪旁。其生存的海拔范围为850至2400米。该物种的模式产地在四川峨眉山。其种加词“omeimontis”意为“峨眉山的”。

## 保护
本种于2023年被收录入《有重要生态、科学、社会价值的陆生野生动物名录》。